# Santiago, Putumayo
Santiago là một khu tự quản thuộc tỉnh Putumayo, Colombia. Thủ phủ của khu tự quản Santiago đóng tại Santiago Khu tự quản Santiago có diện tích 445 ki lô mét vuông. Đến thời điểm ngày 28 tháng 5 năm 2005, khu tự quản Santiago có dân số 5600 người.